# Helicopsyche tribulationa
Helicopsyche tribulationa är en nattsländeart som beskrevs av Kjell Arne Johanson 1995. Helicopsyche tribulationa ingår i släktet Helicopsyche och familjen Helicopsychidae. Inga underarter finns listade i Catalogue of Life.